# Zudikey Rodríguez
Zudikey Rodríguez (ur. 14 marca 1987 w Valle de Bravo) – meksykańska sprinterka i płotkarka.
W początkowej fazie swojej kariery startowała głównie w biegu na 200 metrów. Jednak, bez większych sukcesów. Jej najważniejszym osiągnięciem w tej konkurencji, był ćwierćfinał mistrzostw świata w Osace. Rodriguez została wówczas sklasyfikowana na 32 miejscu. Podczas tych samych zawodów wraz ze swoimi trzema koleżankami Gabrielą Mediną, Naelly Vellą i Aną Guevarą dotarła do finału, biegu rozstawnego 4 x 400 m w którym meksykańska drużyna zajęła 8 miejsce. Srebrna medalistka igrzysk panamerykańskich, oraz Mistrzostw Ameryki Środkowej i Karaibów. W 2010 została zdyskwalifikowana na pół roku za stosowanie dopingu.
Uczestniczka igrzysk olimpijskich w Pekinie, w ich ramach była członkinią sztafety 4 × 400 m, która odpadła w eliminacjach.

## Osiągnięcia sportowe

### Mistrzostwa świata
| Miejsce | Dzień       | Rok  | Miejscowość | Konkurencja        | Czas biegu  | Strata    | Zwycięzca         |
| ------- | ----------- | ---- | ----------- | ------------------ | ----------- | --------- | ----------------- |
| 32.     | 30 sierpnia | 2007 | Osaka       | bieg na 200 m      | 24,31 s     | -         | Allyson Felix     |
| 8.      | 2 września  | 2007 | Osaka       | sztafeta 4 x 400 m | 3:29,14 min | + 10,59 s | Stany Zjednoczone |

### Igrzyska panamerykańskie
| Miejsce | Dzień           | Rok  | Miejscowość    | Konkurencja        | Czas biegu  | Strata    | Zwycięzca         |
| ------- | --------------- | ---- | -------------- | ------------------ | ----------- | --------- | ----------------- |
| 2.      | 28 lipca        | 2007 | Rio de Janeiro | sztafeta 4 x 400 m | 3:27,75 min | + 0,24 s  | Kuba              |
| 5.      | 28 października | 2011 | Guadalajara    | sztafeta 4 x 400 m | 3:40,07 min | + 11,98 s | Kuba              |
| 6.      | 22 lipca        | 2015 | Toronto        | bieg na 400 m ppł  | 57,65 s     | + 2,15 s  | Shamier Little    |
| 9.      | 24 lipca        | 2015 | Toronto        | sztafeta 4 x 400 m | 3:32,29 min | -         | Stany Zjednoczone |

### Mistrzostwa Ameryki Środkowej i Karaibów
| Miejsce | Dzień   | Rok  | Miejscowość | Konkurencja        | Czas biegu  | Strata   | Zwycięzca         |
| ------- | ------- | ---- | ----------- | ------------------ | ----------- | -------- | ----------------- |
| 8.      | 4 lipca | 2008 | Cali        | bieg na 400 m      | 52,95 s     | + 1,97 s | Indira Terro      |
| 2.      | 6 lipca | 2008 | Cali        | sztafeta 4 x 400 m | 3:29,94 min | + 1,97 s | Kuba              |
| 3.      | 7 lipca | 2013 | Morelia     | bieg na 400 m ppł  | 58,12 s     | + 1,73 s | Danielle Dowie    |
| 2.      | 7 lipca | 2013 | Morelia     | sztafeta 4 x 400 m | 3:34,52 min | + 3,88 s | Trynidad i Tobago |

## Rekordy życiowe
- bieg na 100 metrów - 11,85 (2004)
- bieg na 200 metrów - 23,18 (2007)
- bieg na 400 metrów – 51,75 (2010)
- bieg na 400 metrów przez płotki – 55,11 (2018) rekord Meksyku
- sztafeta 4 x 400 metrów – 3:27,14 rekord Meksyku